# Pobeda Sofia
Pobeda Sofia (bułg. СК "Победа" (София)) – bułgarski klub piłkarski z siedzibą w stolicy kraju, mieście Sofia, działający w latach 1925–1945.

## Historia
Chronologia nazw:
- 1925: Pobeda Sofia (bułg. СК "Победа" (София))
- 1934: Pobeda Sofia (bułg. СК "Победа" (София)) – po dołączeniu Pobeda Razsadnika
- 1935: Borisław Sofia (bułg. СК "Борислав" (София)) – po dołączeniu do Borisław Sofia
- 1936: Pobeda Sofia (bułg. СК "Победа" (София)) – po wyjściu z fuzji z Borisław Sofia
- 26.03.1945: klub rozwiązano - po fuzji z Botew, Ustrem i Swoboda, tworząc Septemwri Sofia

Klub Sportowy o nazwie Pobeda został założony w Sofijskiej dzielnicy Bulina liwada, dziś Krasna Polana, w 1925 roku. Przez długi czas po powstaniu klub funkcjonował wyłącznie jako zespół osiedlowy, grając mecze nieoficjalne. W 1934 do klubu dołaczył sąsiedni klub Pobeda Razsadnika. W 1935 roku podjął negocjacje z Borysławem (Krasno Selo) i wstąpił do jego sekcji. Rok później jednak klub oddzielił się i złożył wniosek o włączenie do rozgrywek Mistrzostw Sofii, gdzie został przyjęty do Trzeciej dywizji. W 1940 roku nastąpiła reorganizacji mistrzostw Bułgarii, wskutek czego klub musiał walczyć w czwartej dywizji. Zespół natychmiast odniósł zwycięstwo w sezonie 1940/41 i awansował do trzeciej dywizji. Dwa lata później wygrał mistrzostwo dywizji sezonu 1942/43, zdobywając promocję do drugiej dywizji. W debiutowym sezonie 1943/44 w drugiej dywizji zajął trzecie miejsce. W marcu 1945 roku, wraz z trzema innymi klubami (Botew, Ustrem i Swoboda), połączył się z Septemwri (Sofia) i przestał istnieć.

## Barwy klubowe, strój, herb, hymn
|  |  |

Klub ma barwy czerwono-białe. Początkowo barwami drużyny były biel i zieleń, a następnie niebieskie i białe pionowe pasy. Piłkarze domowe spotkania zazwyczaj grają w biało-niebiskich pasiastych pionowo koszulkach, zielonych spodenkach oraz czarnych getrach z białym szerokim poziomym pasem.

## Sukcesy

### Trofea międzynarodowe
Do chwili obecnej klub jeszcze nigdy nie zakwalifikował się do rozgrywek europejskich.

### Trofea krajowe
| \| \| Zdobyte trofea w rozgrywkach Bułgarii (stan na: 31-05-2024) \| |                                                             |      |          |
| Rozgrywki                                                            | Osiągnięcie                                                 | Razy | Sezon(y) |
| · Mistrzostwo                                                        | I miejsce                                                   | 0    |          |
| · Mistrzostwo                                                        | II miejsce                                                  | 0    |          |
| · Mistrzostwo                                                        | III miejsce                                                 | 0    |          |
| Puchar                                                               | zdobywca                                                    | 0    |          |
| Puchar                                                               | finalista                                                   | 0    |          |
| II liga                                                              | I miejsce                                                   | 0    |          |
| II liga                                                              | II miejsce                                                  | 0    |          |
| II liga                                                              | III miejsce                                                 | 0    |          |
| Bułgaria                                                             | Zdobyte trofea w rozgrywkach Bułgarii (stan na: 31-05-2024) |      |          |

- II sofijska diwizija (D3):
  - 3.miejsce (1x): 1943/44

## Poszczególne sezony

### Rozgrywki międzynarodowe

#### Europejskie puchary
Nie uczestniczył w rozgrywkach europejskich.

### Rozgrywki krajowe
| \| Bułgaria \| Bilans występów klubu w rozgrywkach piłkarskich Bułgarii (Stan na 31 maja 2025 r.) \| \| |                                                                                    |        |       |   |   |   |    |    |     |                      |        |        |      |
| Poziom                                                                                                  | Rozgrywki                                                                          | Sezony | Mecze | Z | R | P | B+ | B– | Pkt | Lata                 | Awanse | Spadki | Naj. |
| I | Nacionałna futbołna diwizija / Dyrżawno pyrwenstwo                                 | 0      |       |   |   |   |    |    |     |                      | 0      | 0      |      |
| II | B RPG / Wtora PFG / Pyrwa PFL / B PFG / Wtora PFL                                  | 0      |       |   |   |   |    |    |     |                      | 0      | 0      |      |
| III | Treta amatorska futbołna liga                                                      | 2      |       |   |   |   |    |    |     | 1943–1945            | 0      | 0      | 3    |
| IV | Obłastna futbołna liga                                                             | 6      |       |   |   |   |    |    |     | 1936–1940, 1941–1943 | 0      | 0      |      |
| | Puchar Bułgarii                                                                    | 0      |       |   |   |   |    |    |     |                      | 0      | 0      |      |
| Bułgaria                                                                                                | Bilans występów klubu w rozgrywkach piłkarskich Bułgarii (Stan na 31 maja 2025 r.) |        |       |   |   |   |    |    |     |                      |        |        |      |

## Struktura klubu

### Stadion
Drużyna rozgrywała swoje mecze domowe w Sofii na stadionie Cara Kałojana, który znajdował się pomiędzy dzisiejszymi ulicami Al. Turandja, Hr. Błagojewa, Św. Toma i bulwarem Wardar. Stadion nie posiadał trybun, ale mógł pomieścić około 4000 widzów. Wykorzystał także Stadion Narodowy, który znajdował się na terenie dzisiejszego szpitala św. Sofii. 

## Kibice i rywalizacja z innymi klubami

### Derby
- SK Sofia
- Sławia Sofia
- FK 13 Sofia
- Atletik Sofia
- Rakowski Sofia
- Sława Sofia
- Borisław Sofia
- Sokoł Sofia
- Byłgaria Sofia